# Towton
Towton – wieś w Anglii, w hrabstwie North Yorkshire, w dystrykcie (unitary authority) North Yorkshire. Leży 15 km na południowy zachód od miasta York i 271 km na północ od Londynu. Miejsce jednej z najbardziej krwawych bitew średniowiecza, która odbyła się w Niedzielę Palmową 29 marca 1461 roku.